# Walderdorffer Hof (Bensheim)

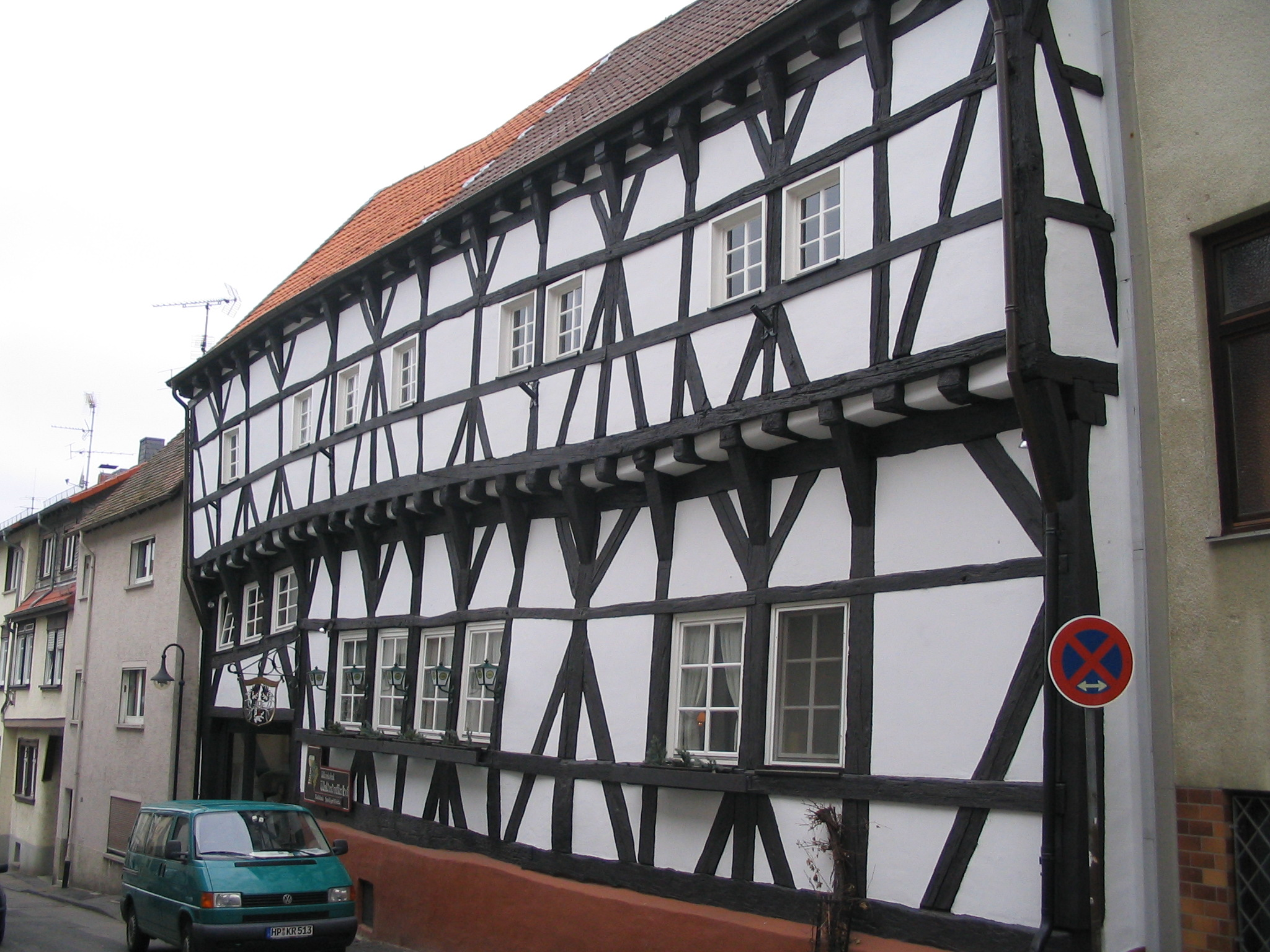
Der Walderdorffer Hof (2006)

Der Walderdorffer Hof liegt in der Altstadt von Bensheim und gilt als das älteste Fachwerkhaus im südhessischen Raum. Es handelt sich dabei um einen alten Adelshof.

## Das Alter
Zur Feststellung der Bauzeit des Gebäudes wurde im Jahre 2000, im Auftrage der Stadt Bensheim, eine dendrochronologische Untersuchung durchgeführt. Für die Untersuchung wurden dreizehn Eichen- sowie Nadelholzproben entnommen. Acht der Eichenholzproben konnten sicher datiert werden. Es ist sicher, dass die verwendeten Bäume, aus denen die Proben stammten, im Winter von 1394 auf 1395 gefällt wurden. Man kann davon ausgehen, dass das Holz 1395 bearbeitet und verbaut wurde. Das bedeutet, dass der Walderdorffer Hof 1395 fertiggestellt wurde.

## Das Bauwerk
Die Baumerkmale weisen auf den Zeitbereich hin, der als Übergangszeit im Fachwerkbau bekannt ist. Im Mittelalter bildete das Holzhaus äußerlich und innerlich gesehen eine Einheit. Dach und Wände waren konstruktiv nicht voneinander getrennt, die Zwischendecken wurden erst nach und nach zur Raumscheidung eingezogen. Alle Balken, waagerechte und senkrechte, wurden in ihrer Länge möglichst durchlaufend und übereinander zu einer unlösbaren Einheit verblattet. Im Verlauf des 14. und 15. Jahrhunderts war man bestrebt, diese Einheit Schritt für Schritt zu lösen. Dieses Bestreben hinterließ am Walderdorffer Hof eine Vielzahl von entsprechenden Merkmalen.
Den alten Urkundenbänden im städtischen Archiv ist es zu entnehmen, dass der Walderdorffer Hof ursprünglich ein Bürgerhaus war, das von seinem Besitzer Paul Guttes um 1580 an den Herrn von Walderdorff verkauft wurde. Rund 50 Jahre später um 1630 gehörte der Hof zum Besitz der Herren von Gemmingen. Etwa 1710 ist das Haus Eigentum der Herren von Überbruck und Rodenstein, die es schließlich wieder an Bensheimer Bürger verkauften.
Im Laufe der Jahrhunderte wurde das Haus mehrfach verändert. So wurde der ehemals offene Laubengang im Obergeschoss geschlossen und der hallenartige Saal im Erdgeschoss durch eine Zwischendecke in der Höhe verkürzt. Fast jede Generation änderte irgendetwas, entsprechend ihren jeweiligen Bedürfnissen und dem Zeitgeist. Und nicht immer gerieten diese Änderungen dem Walderdorffer Hof zum Vorteil.
1964 gelangte der Hof in den Besitz der Stadt Bensheim.

## Ursprung des Namens
Das stattliche Fachwerkhaus verdankt seinen Namen der Adelsfamilie von Walderdorff (auch Wallendorf). Die erste urkundliche Erwähnung dieses Adelsgeschlechtes im Zusammenhang mit Bensheim stammt aus dem Jahr 1519. Die Junker von Schwalbach und Walderdorff waren damals Collatoren des Nicolai-Altars.

## Heutige Nutzung
Heute wird das Gebäude im Erdgeschoss als Gaststätte und im Obergeschoss als Vereinsheim der Heimatvereinigung „Oald Bensem“ e.V. genutzt, in deren Eigentum sich der Walderdorffer Hof seit 2001 befindet.

## Bedeutung
Der Walderdorffer Hof ist ein unter Denkmalschutz stehendes Kulturgut. Das herrschaftliche Wohnhaus wird zu den baugeschichtlich wertvollsten Fachwerkgebäuden Hessens gerechnet.